# 碘化亚汞
碘化亚汞（英語：mercury(I) iodide）是一种由碘和汞组成的化合物，其化学式为Hg2I2。碘化亚汞对光敏感，在光照下会分解为单质汞与碘化汞。